# Дубрави
Ду́брави (словац. Dúbravy) — село в окрузі Детва Банськобистрицького краю Словаччини. Площа села 19,55 км². Станом на 31 грудня 2015 року в селі проживало 925 людей.

## Історія
Перші згадки про село датуються 1808 роком.

## Географія
Протікає Желобудзький потік і Дубравський потік.

## Населення
| Рік:            | 1994. | 2004.   | 2014.   | 2024.   |
| --------------- | ----- | ------- | ------- | ------- |
| Кількість осіб: | 1011  | 1002    | 929     | 955     |
| Різниця:        |       | -0,89 % | -7,28 % | +2,79 % |

| Рік:            | 2023. | 2024.   |
| --------------- | ----- | ------- |
| Кількість осіб: | 959   | 955     |
| Різниця:        |       | -0,41 % |